# Niechłonin
Niechłonin – wieś w Polsce położona w województwie warmińsko-mazurskim, w powiecie działdowskim, w gminie Płośnica.
Do 1954 roku oraz w latach 1973–1976 miejscowość była siedzibą gminy Niechłonin. W latach 1954–1972 wieś należała i była siedzibą władz gromady Niechłonin. W latach 1975–1998 miejscowość administracyjnie należała do województwa ciechanowskiego.
We wsi jest siedziba rzymskokatolickiej parafii pw. Wszystkich Świętych należącej do dekanatu żuromińskiego. W miejscowości znajduje się szkoła podstawowa wraz halą sportową oraz punktem przedszkolnym.

## Historia
Wieś wzmiankowana w dokumentach z 1367 roku (pod nazwą Nyechlanczke). W przywileju wydanym w Płocku przez króla Kazimierza Wielkiego nadano na prawie polskim Pietraszkowi i Jakuszowi ze Strzyg posiadłości w ziemi dobrzyńskiej i zawkrzańskiej. Niechłonin należał do Mazowsza. W okresie zaborów znalazł się pod zaborem rosyjskim (w tzw. Kongresówce).
W 1827 r. we wsi były 34 domy i mieszkało 250 osób. W 1885 r. we wsi były 62 domy i 552 mieszkańców. W tym czasie wieś była siedzibą gminy i istniała tu gorzelnia (roczna produkcja o wartości 20 tys. rubli rocznie). Była także szkoła, a wieś obejmowała obszar 2175 mórg, z których 1583 należało do włościan (reszta należała do dworu).

## Zabytki
- Drewniany kościół parafialny pw. Wszystkich Świętych z 1757. Zabytek ten został wpisany do rejestru zabytków nieruchomych 14.02.2001 r. pod numerem A-1824/C.
- Drewniana dzwonnica przy kościele
- Przedwojenny cmentarz